# Parc national Yanga
Pour les articles homonymes, voir Yanga.
Le parc national Yanga est un parc national de 31 190 hectares bordé sur 170 km par la rive gauche de la rivière Murrumbidgee situé à 5 kilomètres à l'est de Balranald, dans la région de la Riverina au sud de la Nouvelle-Galles du Sud en Australie. 
Yanga était autrefois une ancienne station créée par William Wentworth, un explorateur, dans les années 1830. En juillet 2005, le gouvernement de Nouvelle-Galles du Sud a annoncé qu'il avait acheté la station pour la propriété pour en faire un parc national.  